# San Tirso de Abres

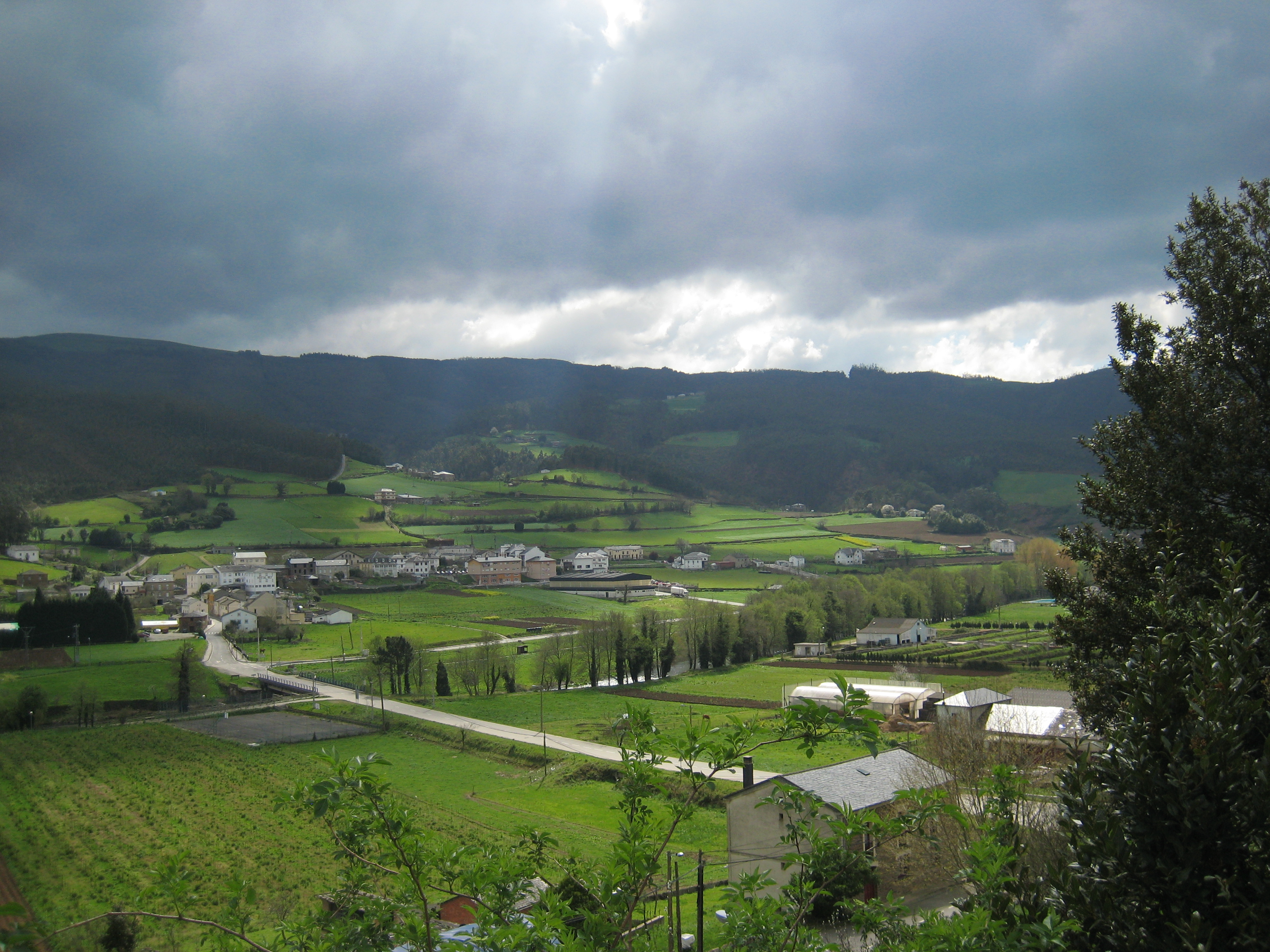
San Tirso de Abres (2008)

San Tirso de Abres (Eonavian: Santiso d'Abres) là một đô thị trong cộng đồng tự trị của Công quốc Asturias, Tây Ban Nha.
```
==Tham khảo==
```